# 中庸に訴える論証
中庸に訴える論証（英語: argument to moderation、ラテン語: argumentum ad temperantiam）あるいは偽の妥協（英語: false compromise）、中間からの主張（英語: argument from middle ground）、中道の誤謬（英語: golden mean fallacy）は、真実とは2つの対立する立場の間の妥協点にあるものだという誤謬である。
中庸に訴える論証は二つの相反する主張に対して用いられる。例えば、ある人が空は青色だといい、またある人は空は黄色だと主張したとする。ここで真実の空の色は緑色だと主張するのがこの誤謬である。緑は青と黄色の混色であり2つの位置の妥協点ではあるが、空は明らかに緑ではない。この比喩のように、2つの位置の中間に立つことは必ずしも真実につながるとは限らないのである。
ウラジーミル・ブコフスキーは、ソ連のプロパガンダの大きな嘘と真実の中間を取ったとしてもそれもまた嘘に過ぎず、情報と偽情報の中間を探るべきではないと主張した。